# Adel Khamis
Adel Khamis, född 11 november 1965, är en före detta fotbollsspelare från Qatar. Han har spelat 110 landskamper för Qatars landslag.
Adel Khamis var den första spelaren från Qatar att spela utomlands när han 1997 gick till kuwaitiska Qadsia.